# Liste des comtes d'Urgell
Cet article est une liste des comtes d'Urgell qui ont gouverné le comté d'Urgell, un des comtés catalans médiévaux, entre la fin du VIIIe et le début du XVe siècle.

## Comtes bénéficiaires (798-834)
- 798-820 : Borrell Ier, noble d'origine goth, nommé comte d'Urgell, de Cerdagne et d'Osona par le roi d'Aquitaine Louis le Pieux[1].
- 820-824 : Aznar Ier Galíndez, comte d'Aragon jusqu'en 820, comte d'Urgell et de Cerdagne[1].
- 824-834 : Galindo Ier Aznárez, fils du précédent, nommé comte d'Urgell et de Cerdagne par Louis le Pieux, destitué en 834 par le même Louis le Pieux, comte de Pallars et de Ribagorce de 833 à 844[2] et comte d'Aragon de 844 à 867.
- 834-848 : Sunifred Ier, nommé comte d'Urgell et de Cerdagne par le comte de Toulouse Bérenger, avec le consentement de Louis le Pieux[3], puis en 844 marquis de Gothie.
- 848-870 : Salomon (ca), neveu du précédent, nommé comte d'Urgell et de Cerdagne par le roi de Francie occidentale Charles II le Chauve[4].
- 870-897 : Guifred le Velu, fils de Sunifred Ier, nommé comte d'Urgell et de Cerdagne par Charles II le Chauve, et en 878 comte de Barcelone, de Gérone et d'Osona par le roi Louis II le Bègue[5].

## Dynastie de Barcelone (834-1231)

Blason de la dynastie de Barcelone-Urgell.

- 897-948 : Sunifred II (ca), fils du précédent, comte d'Urgell[6].
- 948-966 : Miron, neveu du précédent, co-comte de Barcelone et d'Urgell.
- 948-992 : Borrell II, frère du précédent et neveu de Sunifred II, co-comte de Barcelone et d'Urgell.
- 993-1011 : Armengol Ier ou Ermengaud Ier, second fils du précédent, comte d'Urgell.
- 1011-1038 : Armengol II ou Ermengaud II, fils du précédent, comte d'Urgell.
- 1038-1065 : Armengol III ou Ermengaud III, fils du précédent, comte d'Urgell.
- 1065-1092 : Armengol IV ou Ermengaud IV, fils du précédent, comte d'Urgell.
- 1092-1102 : Armengol V ou Ermengaud V, fils du précédent, comte d'Urgell.
- 1102-1154 : Armengol VI ou Ermengaud VI, fils du précédent, comte d'Urgell.
- 1154-1184 : Armengol VII ou Ermengaud VII, fils du précédent, comte d'Urgell.
- 1184-1209 : Armengol VIII ou Ermengaud VIII, fils du précédent, comte d'Urgell.
- 1209-1231 : Aurembiaix (ca), fille du précédent, mariée à Pierre, infant de Portugal[7].

Aurembiaix d'Urgell doit lutter contre les prétentions de son cousin Géraud, vicomte de Cabrera (ca) et d'Àger. Mort en 1228, il transmet ses prétentions à son fils Pons (ca), qui hérite également de la vicomté d'Àger. En 1231, Pierre de Portugal, veuf d'Aurembiaix, cède ses droits sur le comté d'Urgell à Pons.

## Dynastie de Cabrera (1231-1327)

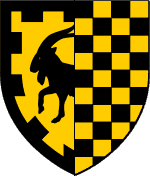
Blason de la dynastie de Cabrera-Urgell.

- 1231-1243 : Pons (ca), petit-cousin de la précédente, arrière-petit-fils d'Armengol VII, comte d'Urgell et vicomte d'Àger.
- 1243 : Armengol IX (ca), fils du précédent, comte d'Urgell et vicomte d'Àger.
- 1243-1268 : Alvaro (ca), frère du précédent, comte d'Urgell et vicomte d'Àger.
- 1268-1314 : Armengol X, fils du précédent, comte d'Urgell et vicomte d'Àger.
- 1314-1327 : Thérèse d'Entença, arrière-petite-fille d'Alvaro, comtesse d'Urgell et vicomtesse d'Àger, mariée au roi d'Aragon Alphonse IV.

## Dynastie d'Aragon (1328-1413)

Blason de la dynastie d'Aragon-Urgell.

- 1328-1347 : Jacques Ier (ca), second fils d'Alphonse IV et de Thérèse d'Entença, comte d'Urgell.
- 1348-1408 : Pierre (ca), fils du précédent, comte d'Urgell.
- 1408-1413 : Jacques II, fils du précédent comte d'Urgell.

En 1413, à la suite de la révolte de Jacques II, le comté est confisqué par le roi d'Aragon Ferdinand Ier.